# Max-Ernst-Gymnasium Brühl
Das heutige Max-Ernst-Gymnasium (MEG) in Brühl ist das erste und älteste Gymnasium zwischen Köln und Bonn. Auch war es bis 1961 das einzige im Kölner Umland und blieb selbst nach der Bildung des Rhein-Erft-Kreises 1975 dessen ältestes Gymnasium.

## Geschichte
Das Schulwesen im Rheinland besserte sich erst in der Franzosenzeit sowie der danach beginnenden Preußenzeit. In Brühl gab es bereits um 1816 eine Knabenschule (ab 1818 im Franziskaner-Kloster) und einige Mädchenschulen, die mehrere Klassen hatten. 1783, noch in der Zeit des Kurfürstentums Köln, wurde auf Anordnung von Kurfürst Maximilian Friedrich von Königsegg-Rothenfels ebenfalls in den Klostergebäuden eine erste Sekundarschule mit einer Elementarklasse und einer Klasse zur Vorbereitung höherer Studien eingerichtet. 1807 wurden die Gebäude der französisch verwalteten Brühler Mairie im Kanton Brühl zur Einrichtung einer École Secondaire Communale überlassen. Sie wurde ab 1812 bis zum Tod des Kölner Inhabers Caspar Schug, 1822, erfolgreich als private Handelsschule fortgeführt. 1865 wurde erneut eine städtische höhere Knabenschule eingerichtet, die 1879 zum Progymnasium und 1902 zum Gymnasium mit Abitur ausgebaut wurde. Sie war bis 1961, als die Stadt Hürth das nachmalige Ernst-Mach-Gymnasium Hürth begründete, das einzige Gymnasium des damaligen Landkreises Köln.

### Name
Seit 1981, fünf Jahre nach dessen Tod, trägt das Städtische Gymnasium Brühl den Namen Max-Ernst-Gymnasium. Max Ernst war Absolvent des Gymnasiums im Jahr 1910. Spätestens seit dieser Namensgebung fühlt sich die Schule in ihrem Schulprogramm dem Musischen und Humanitärem und einer weltoffenen Toleranz, die sich mit diesem Namen verbinden, verpflichtet. So werden Austausche mit der französischen Partnerstadt Sceaux und mit Israel veranstaltet.

## Frühere und heutige Situation

### Gebäude

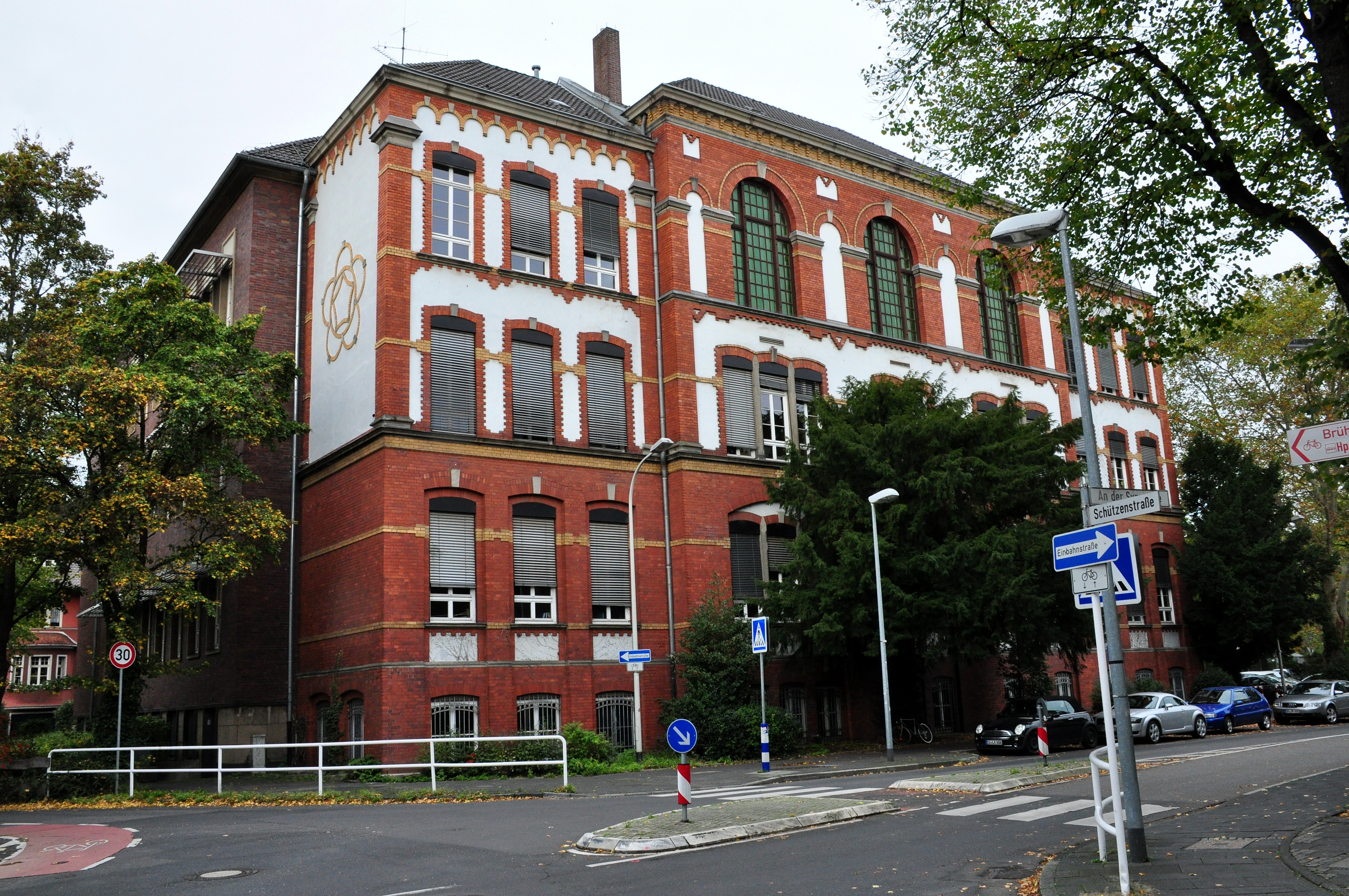
Ehemaliges Städtisches Gymnasium Brühl, heute Sankt-Franziskus-Schule

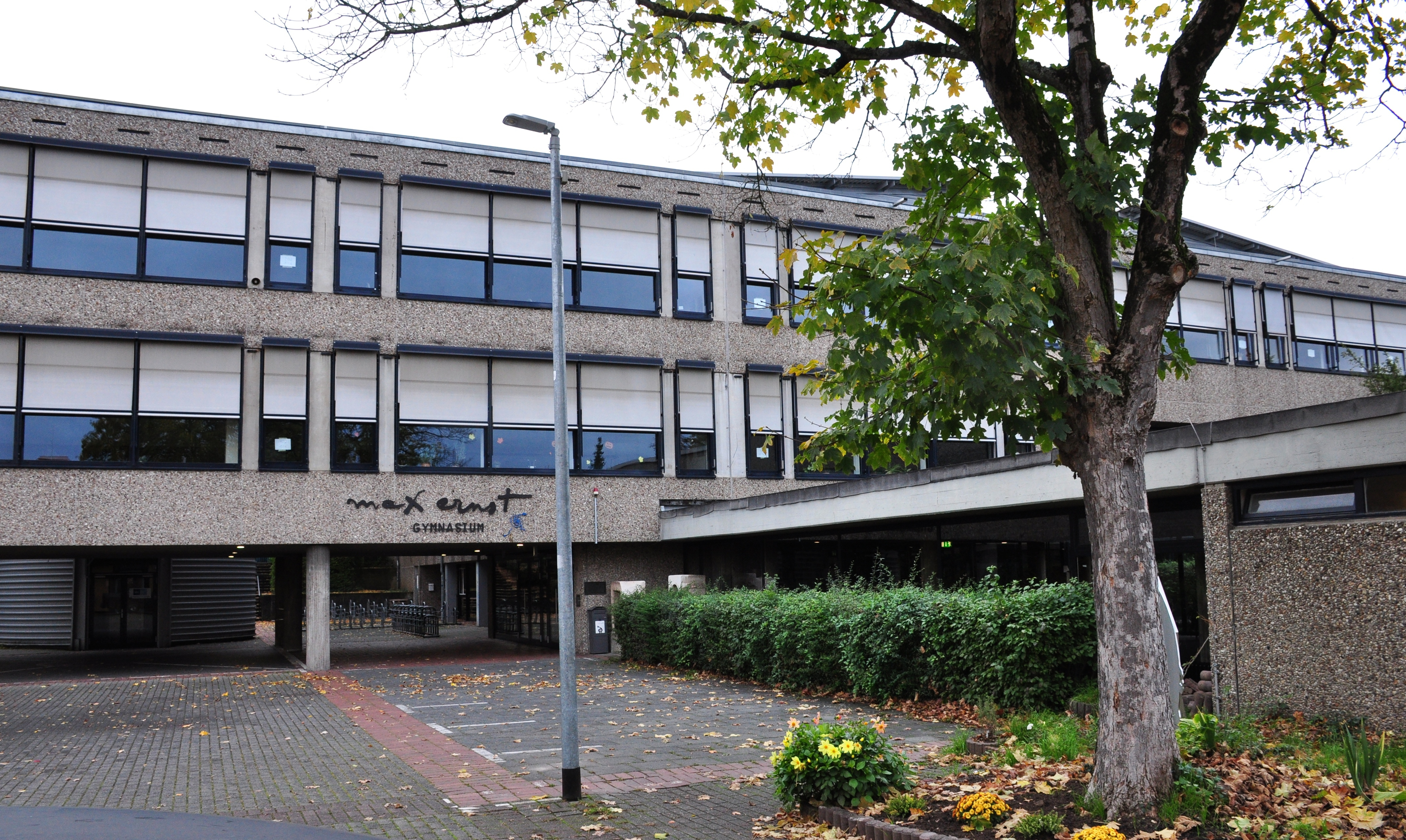
Max-Ernst-Gymnasium Brühl

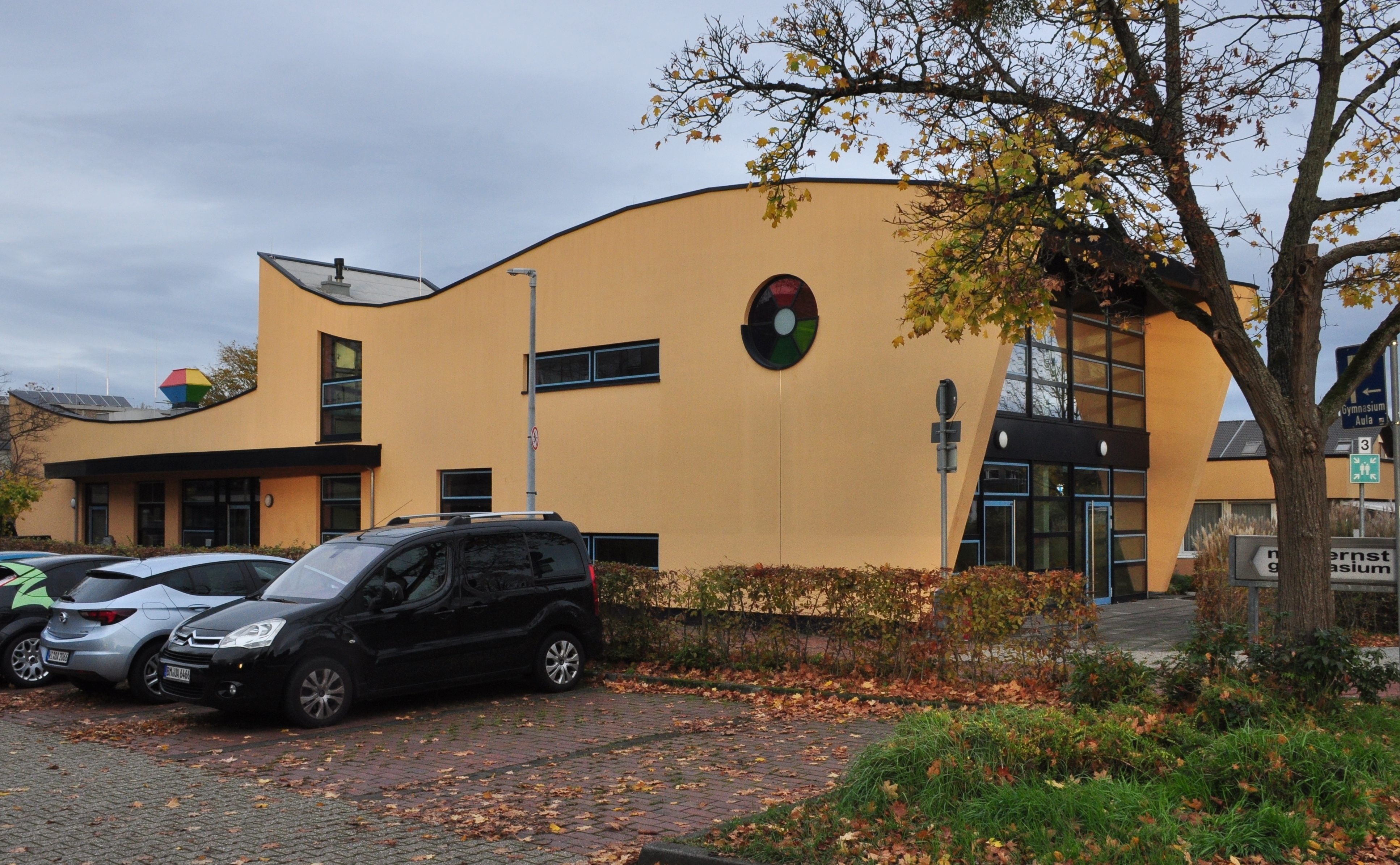
Max-Ernst-Gymnasium Brühl – Mensa

Wie bereits erwähnt, hatte das Gymnasium in seiner über 150-jährigen Geschichte mehrere Vorgänger. Der letzte, das Städtische Gymnasium Brühl, befand sich in der früheren Friedrichstraße (heute An der Synagoge) bis zum kompletten Neubau am Rodderweg. Das damalige Hauptgebäude im historistischen Stil war im Jahr 1902 und ein südlicher Erweiterungsbau für die Naturwissenschaften im Jahr 1941 errichtet worden. Ein Großteil des Schulgebäudes des einstigen reinen Jungengymnasiums steht noch wie vor einhundert Jahren. In ihm ist heute die Sankt-Franziskus-Schule, eine Grundschule, untergebracht.
Das neue Gebäude wurde in den Jahren 1962 bis 1965 von Peter Busmann geplant und gebaut. Der Einzug fand am 21. März 1966 statt. 1967 erhielt der Architekt und das Gebäude als erste Schule den Kölner Architekturpreis. Im Herbst 2002 wurde eine Erweiterung zu einer vierzügigen Schule mit zwei Gebäudeteilen abgeschlossen. Dazu kam eine Aufstockung des vorhandenen Gebäudes mit 13 Klassen- und Nebenräumen sowie einem Pavillon mit Unterrichtsräumen, einer Bibliothek, einem Medienraum und einem Musikraum. Als Besonderheit erhielt das Gymnasium einen mit Glas überdachten und intensiv begrünten Innenhof als ganzjährigen Pausenhof. Busmann war auch für die letzten Erweiterungsbauten, 2011 eine Mensa, zuständig.

### Besondere Ausstattung
Die Schule betreibt auf dem Schulgelände einen Geologischen Garten und Steinabgüsse von Kunst- und Geschichtswerken. Außer der üblichen Schülerbibliothek pflegt die Schule bibliophile Raritäten der überkommenen Lehrerbibliotheken, die 1990 in die Reihe der Historischen Buchbestände der Bundesrepublik Deutschland aufgenommen wurden. Dazu gehört zum Beispiel eine Ausgabe der Cronica van der hilliger stat von Coellen von Johann Koelhoff aus dem Jahr 1499. Eine Artothek verzeichnet 130 Kunstblätter.

### Besondere Angebote
Seit dem Schuljahr 2013/14 kann die Schule für Mittelstufenschüler eine berufsorientierende Förderung durch die von der Deutschen Telekom AG geförderte Junior-Ingenieur-Akademie anbieten.

## Lage, Größe
Die Schule liegt am Rodderweg im Brühler Westen und hatte im Schuljahr 2019/20 1070 Schüler.

## Ehemalige Schüler/Absolventen
- Adolf Dasbach (1887–1961), ca. 1905/06 Braunkohlegrubendirektor in Hürth
- Max Ernst (1891–1976), 1910, Dadaist und Surrealist, wurde als Bildhauer, Maler und Grafiker einer der bedeutendsten deutschen Künstler des 20. Jahrhunderts
- Karl Flink (1895–1958), ca. 1914, Fußballspieler und -trainer
- Heinz Erven (1900–1993), ca. 1918, Pionier des Biolandbaus
- Peter Dahr (1906–1984), 1925, Medizinprofessor und Pionier der deutschen Blutgruppenforschung
- Otto Räcke (1913–1983), 1933, Stadtdirektor von Hürth
- Josef Metternich (1915–2005), 1934, Sänger
- Wilhelm Josef Revers (1918–1987), ca. 1937, Psychologieprofessor in Salzburg
- Manfred Donike (1933–1995), 1954, deutscher Radrennfahrer, Chemiker und Dopingfahnder
- Helmut Müller-Brühl (1933–2012), Dirigent, Leiter des Kölner Kammerorchesters und Gründer der Brühler Schlosskonzerte
- Alfons Knauth (* 1941), 1960, Romanistikprofessor in Bochum
- Roland Galle (* 1944),  Romanistikprofessor in Duisburg-Essen
- Günter Verheugen (* 1944), 1963, Politiker
- Jürgen Nimptsch (* 1954), 1972, Oberbürgermeister von Bonn
- Dieter Freytag (* 1955), 1973, Bürgermeister von Brühl
- Mike Herting (* 1954), 1973, Jazz-Pianist, Bandleader und Arrangeur
- Wolfgang Thönissen (* 1955), 1974, Theologieprofessor in Paderborn
- Michael Fuchs (* 1962), Philosoph, Hochschullehrer
- Dieter Spürck (* 1966), Bürgermeister von Kerpen
- Jörg Heikhaus (* 1967), Künstler aus Hamburg
- Edina Müller (* 1983), 2003, Nationalspielerin im Rollstuhlbasketball